# Іванов Юрій Іванович (футболіст)
Юрій Іванович Іванов (14 лютого 1949) — радянський футболіст, що грав на позиції захисника. Відомий за виступами у складі «Спартак» з Івано-Франківська, у складі якого за неповними даними зіграв 220 матчів в чемпіонатах СРСР у класі «Б», другій та першій лізі СРСР. Чемпіон УРСР 1969 і 1972 років.

## Клубна кар'єра
Юрій Іванов розпочав виступи в командах майстрів у 1967 році в команді класу «Б» «Спартак» з Івано-Франківська. За два роки у складі команди він став чемпіоном УРСР у класі «Б». У 1972 році івано-франківська команда стає переможцем зонального турніру другої ліги, що на той час вважався чемпіонатом УРСР, і у перехідних матчах проти ризької «Даугави» здобула путівку до першої ліги. Протягом 1973—1974 років Юрій Іванов під час служби в армії грав за дублюючий склад московського ЦСКА, проте за головну команду так і не зіграв. У 1975 році футболіст повернувся до івано-франківського «Спартака», та за два роки зіграв у його складі в першій лізі 48 матчів. У 1976—1978 роках під час служби в Групі радянських військ у Німеччині грав за клуб з НДР «Мотор» з Веймара. У 1978 році завершив виступи на футбольних полях.